# Marcel Besson MB-411
Le Marcel Besson MB-411 était un hydravion de reconnaissance biplace français de l'entre-deux-guerres, conçu par Marcel Besson.

## Conception
Les deux appareils produits furent utilisés avant-guerre à bord du sous-marin français Surcouf en tant qu'appareils de reconnaissance.
En 1940 le sous-marin se réfugia en Grande-Bretagne emportant avec lui un appareil, qui fut un temps utilisé par l'armée anglaise pour des patrouilles côtières. Le second appareil, resté en France, fut ferraillé par les allemands.

### Aéronefs comparables
- Hansa-Brandenburg W.20
- LFG V-19
- Cox-Klemin XS
- Marcel Besson MB-35
- Caspar U.1